# Dasyvalgus spineus
Dasyvalgus spineus är en skalbaggsart som beskrevs av Miyake och Yamaya 1993. Dasyvalgus spineus ingår i släktet Dasyvalgus och familjen Cetoniidae. Inga underarter finns listade i Catalogue of Life.